# Duwayne Kerr
Duwayne Kerr (ur. 16 stycznia 1987 w Westmoreland) – jamajski piłkarz występujący na pozycji bramkarza.

## Kariera klubowa
Kerr seniorską karierę rozpoczynał w 2005 roku w zespole Reno FC. W 2007 roku przeszedł do Portmore United. W 2008 roku zdobył z nim mistrzostwo Jamajki. W 2011 roku podpisał kontrakt z norweskim Strømmen IF z drugiej ligi. W 2013 roku przeszedł do pierwszoligowego klubu Sarpsborg 08 FF i spędził tam trzy sezony. W 2016 roku reprezentował barwy islandzkiego Stjarnanu, a także indyjskiego Chennaiyin. Następnie nie występował w żadnym klubie.

## Kariera reprezentacyjna
W reprezentacji Jamajki Kerr zadebiutował w 2007 roku. W 2011 roku został powołany do kadry na Złoty Puchar CONCACAF.